# Outdoor Life
A Outdoor Life é uma revista sobre "esportes ao ar livre" sobre acampamento, pesca, caça e técnicas de sobrevivência. É uma revista irmã da Field & Stream. Junto com a Sports Afield, elas são consideradas as "Três Grandes" das publicações americanas sobre "esportes ao ar livre" pela Money (revista). 
A Outdoor Life foi lançada em Denver, Colorado em janeiro de 1898. O fundador e editor-chefe (1898–1929), J. A. McGuire, pretendeu que a Outdoor Life fosse uma revista para esportistas, escrita por esportistas, cobrindo todos os aspectos dos "esportes ao ar livre".

## Outras mídias e prêmios
A revista licenciou seu título para o canal a cabo "Outdoor Life Network" que o utilizou desde seu lançamento em 1996 até 2006, quando a rede diminuiu drasticamente a ênfase em programas sobre caça e pesca, e mudou seu nome para "Versus" (que eventualmente se tornaria a NBCSN). O nome da Outdoor Life Network foi mantido na versão canadense do canal.
O prêmio "Outdoor Life Conservation Award" foi concedido pela revista pela primeira vez em 1923 para aqueles que “realizam o maior bem pela causa dos esportistas nos Estados Unidos”, disse o fundador J.A. McGuire; Jimmy Carter é o contemplado mais famoso. Há também um reconhecimento de termo de compromisso com a conservação da vida ao ar livre: o "Outdoor Life Conservation Pledge", seu termo foi publicado em 1946 e revisado em 1993, ele foi subscrito por milhares de pessoas, incluindo Harry Truman e Al Gore, e aparece nas páginas de cartas de todas as edições da revista. A promessa diz: “Prometo proteger e conservar os recursos naturais da América. Prometo educar as gerações futuras para que se tornem zeladoras de nossa água, ar, terra e vida selvagem”. Em 2004, a revista lançou um jogo de computador.
O conteúdo editorial da revista critica a PETA e outros grupos de direitos dos animais e grupos anti-caça.